# Opowieści pielgrzyma
Opowieści pielgrzyma (pełny tytuł: Szczere opowieści pielgrzyma przedstawione jego ojcu duchownemu, ros. Откровенные рассказы странника духовному своему отцу) – książka nieznanego autora z drugiej połowy XIX wieku, relacjonująca przygody rosyjskiego pielgrzyma spędzającego życie na pieszych wędrówkach do sanktuariów, nieustannej Modlitwie Jezusowej oraz czytaniu Biblii i księgi Dobrotolubia.

## Dane bibliograficzne
„Opowieści pielgrzyma” są dziełem anonimowym. Nie wiadomo, czy są tylko stylizowane na jednolitą opowieść, czy też stanowią zapis relacji konkretnego pielgrzyma (ros. странник), jakich wielu przemierzało w XIX wieku drogi Rosji, a nawiązujących w złagodzonej formie do XVIII-wiecznych biegunów. Pielgrzymem tym mógł być Nemytowa, chłop z guberni orłowskiej, odwiedzający wielokrotnie starca Makarego w Pustelni Optyńskiej. Według metropolity Hilariona (Alfiejewa) autorem Opowieści jest archimandryta Makary, przełożony monasteru Trójcy Świętej w Sielenginsku (Buriacja), który pierwsze lata życia monastycznego (1857–1874) przeżył na Athosie. Wskazuje się jednak również innych możliwych autorów i kwestia ta nie może zostać rozstrzygnięta jednoznacznie.
Pierwsze wydanie książki, zawierające cztery opowiadania, ukazało się w Kazaniu w 1870 roku (według niektórych publikacji w 1865), opracowane przez Paisjusza, igumena tamtejszego Monasteru św. Michała Archanioła i miało jeszcze trzy kolejne edycje. Drugą, uzupełnioną i poprawioną wersję, wzorcową dla kolejnych wydań i przekładów, przygotował w 1884 roku biskup tambowski Teofan Pustelnik, tłumacz „Filokalii” na rosyjski. Dodał on do opowieści wybór tekstów patrystycznych związanych z Modlitwą Jezusową pod tytułem „Trzy klucze do skarbca modlitwy wewnętrznej”.
W 1911 roku, w nowym wydaniu powstającym pod kierownictwem biskupa wołogodzkiego Nikona, dodano jeszcze część II, zawierającą trzy dodatkowe opowiadania, znalezioną w dokumentach zmarłego starca Ambrożego z Optiny, która ma charakter bardziej teoretyczny. Kolejne wydania rosyjskie, z poprawkami, ukazywały się we Francji w 1930, 1933, 1948, 1989 i 1991 roku. Opowieści pielgrzyma były także wydawane w radzieckim samizdacie. Wydanie krytyczne oryginalnego tekstu datowanego na 1859 rok, które opracował w XXI wieku Alexis Pentkovski, ukazało się we Francji w 2013 roku.
Dzięki prostocie i przystępności książka bardzo szybko zyskała ogromną popularność i została przetłumaczona na wiele języków, głównie w drugiej połowie XX wieku. Pierwsze przekłady to: niemiecki w 1925 (Reinold von Walter) i angielski w 1931 roku (Reginald Michael French). Niektóre edycje zawierają tylko cztery pierwsze opowiadania, inne siedem, a niektóre także dodatek patrystyczny. Po polsku po raz pierwszy opublikowana w 1988 roku w Poznaniu , w wersji z siedmioma opowiadaniami (kolejne wydania: 1993, 1999, 2005 oraz 2011 – nowy przekład ).

## Treść

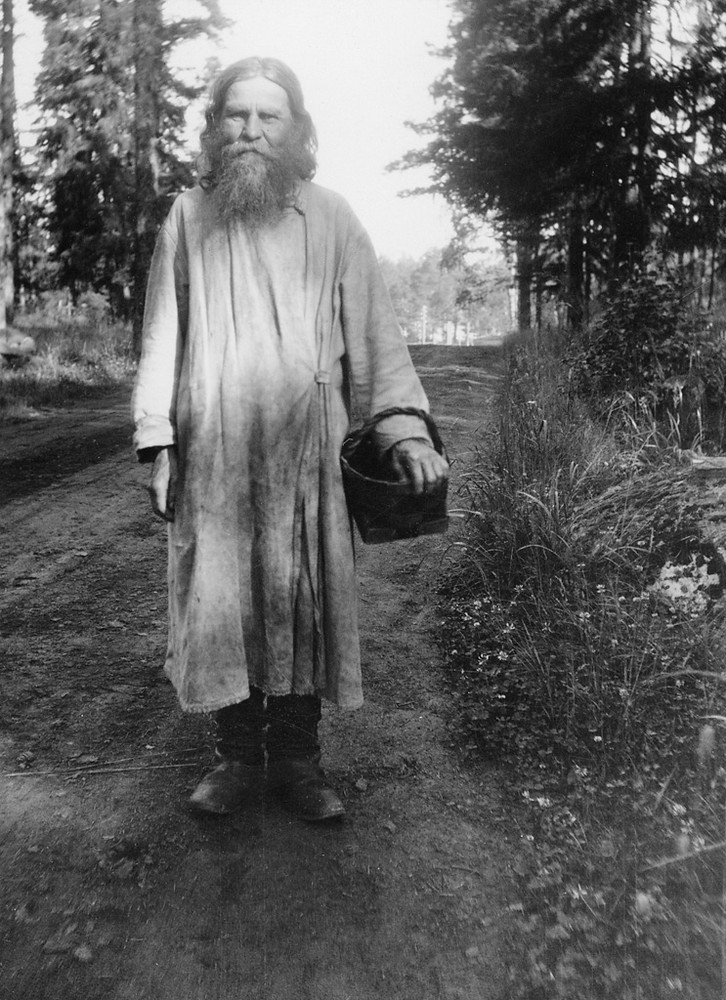
Mnich rosyjski z ok. 1930 roku

Tytułowy pielgrzym w dzieciństwie doznał trwałego urazu ręki, więc jako niezdolnego do pracy na roli, nauczono go czytać i pisać. Po śmierci żony zaczął wieść życie pielgrzyma. Jego jedyny majątek stanowiła Biblia, która ocalała z pożaru domu. Pewnego dnia, podczas mszy, usłyszał w czytaniu z Pierwszego Listu św. Pawła do Tesaloniczan, zachętę do nieustannej modlitwy (1 Ts 5, 17) i postanowił ją praktykować. Pewien starzec nauczył go Modlitwy Jezusowej, polecając mu najpierw odmawiać trzy tysiące wezwań dziennie, potem sześć, dwanaście tysięcy i wreszcie nakazując modlić się ciągle. Następnie pielgrzym kupił „Dobrotolubie”, czyli tłumaczenie „Filokalii” na język cerkiewnosłowiański.
Osobom spotykanym na drodze oraz przyjmującym go w gościnę pokazywał „Dobrotolubie” i zachęcał do jego lektury oraz nauczał Modlitwy Jezusowej i dawał porady życiowe, sam też pogłębiał, dzięki tym ludziom, swoje życie duchowe.
Podczas wędrówek odwiedzał różne sanktuaria, z których książka wymienia Kijów (Ławra Peczerska), Poczajów (Ławra Poczajowska, kaplica ze śladem stopy Bogurodzicy) oraz Irkuck (relikwie św. Innocentego). Przygotowywał podróż do Ziemi Świętej, ale nie doszła do skutku. W związku z tym postanowił udać się na Wyspy Sołowieckie, do najdalej wysuniętego na północ klasztoru na świecie, Pustelni Anzerskiej, aby tam już być może pozostać.

## Wątek polski
Pielgrzym był w jakiejś miejscowości zapraszany w odwiedziny do zarządcy, którym był Polak – katolik z żoną. Pielgrzym pokazał mu wpierw „Dobrotolubie”, a Polak odparł, iż widział je u znajomego księdza w Wilnie, ale słyszał też, że napisali to prości mnisi greccy, którzy zaadaptowali wschodnie praktyki medytacyjne od pogan z Indii czy Buchary. Twierdził, że „modlić się trzeba zwyczajnie”, odmawiać Ojcze nasz, a powtarzając w kółko to samo, można sobie zaszkodzić. Pielgrzym odparł, iż „Filokalię” napisali wielcy i święci ojcowie, których i Kościół katolicki czci, a oparta jest na Ewangelii i Psałterzu. Przekonał zarządcę, że modlitwa nieustanna jest możliwa w codziennym życiu, a potem odwiedzając ich wielokrotnie, czytał im fragmenty „Dobrotolubia”. Pewnego razu żona zarządcy zadławiła się ością i była bliska śmierci. Pielgrzymowi przyśnił się jego zmarły starzec i poradził, aby dać jej do wypicia oliwę, której nie znosi, wówczas zwróci ość i będzie zdrowa. Tak też się stało. Ponieważ pielgrzym stał się po tym zdarzeniu sławny jako „uzdrowiciel”, uciekł stamtąd w dalszą wędrówkę.

## Recepcja książki
Opowieści pielgrzyma przyczyniły się do rozpowszechnienia Modlitwy Jezusowej i „Filokalii” w Rosji oraz do powstania współczesnego zainteresowania nią na Zachodzie. Stanowią popularne świadectwo mistyki rosyjskiej. Archimandryta Cyprian (Kern) wymieniał je wśród przedstawień prawosławnej Rosji-Świętej Rusi, która istniała przed 1917 rokiem, przestała istnieć i prawdopodobnie nigdy już nie powróci.
Równocześnie od początku książka wzbudzała kontrowersje. W ocenie części teologów zawarte w niej wskazówki dotyczące pracy nad życiem duchowym i praktykowaniem modlitwy mają powierzchowny, czy wręcz szkodliwy charakter, sprzeczny z zaleceniami ojców pustyni i kontynuującymi ich nauczanie XIX-wiecznych ascetów prawosławnych, m.in. biskupa Ignacego (Brianczaninowa). Teofan Pustelnik, pracując nad drugą wersją książki, usunął z niej kilka fragmentów, które w jego ocenie mogłyby doprowadzić bezkrytycznego naśladowcę tytułowego pielgrzyma do duchowego złudzenia (cerk. prelest). Sam Ignacy Brianczaninow skrytykował pierwszą wersję książki, ponieważ dostrzegł w niej braki teologiczne i napisał, iż Modlitwa Jezusowa w niej przedstawiona, może być odebrana jako „łatwa droga zbawienia”, z pominięciem pokuty i przynosząca duchowe rezultaty „w ciągu paru tygodni”. Zaznaczył jednak zarazem, iż istotne było kilkuletnie przygotowanie i doświadczenie tytułowego pielgrzyma oraz posiadanie przez niego ojca duchowego.
Prawosławny teolog o. Thomas Hopko napisał, że „książka ta jest dla wszystkich, którzy są pielgrzymami” i nazwał ją „klasyką duchową”. Współczesny katolicki teolog życia duchowego, o. Marian Zawada OCD, przedstawił Modlitwę Jezusową według Opowieści pielgrzyma, jako „przygotowanie do kontemplacji”, „jedną z praktycznych metod wprowadzających”.
Opowieści pielgrzyma są wspomniane w powieściach: Bracia Karamazow Fiodora Dostojewskiego oraz Franny i Zooey J.D. Salingera.